# Liste der Bodendenkmale in Falkenberg (Mark)
In der Liste der Bodendenkmale in Falkenberg (Mark) sind alle Bodendenkmale der brandenburgischen Gemeinde Falkenberg (Mark) und ihrer Ortsteile aufgelistet. Grundlage ist die Veröffentlichung der Landesdenkmalliste mit dem Stand vom 31. Dezember 2020.
Die Baudenkmale sind in der Liste der Baudenkmale in Falkenberg (Mark) aufgeführt.

## Bodendenkmale
| Gemarkung              | Flur   | Kurzansprache                                                                                | Bodendenkmalnummer | Bemerkung | Bild |
| ---------------------- | ------ | -------------------------------------------------------------------------------------------- | ------------------ | --------- | ---- |
| Falkenberg (Lage)      | 1      | Siedlung slawisches Mittelalter, Burg deutsches Mittelalter                                  | 40226              |           |      |
| Falkenberg (Lage)      | 1      | Siedlung Neolithikum, Siedlung Bronzezeit, Siedlung Eisenzeit                                | 40227              |           |      |
| Falkenberg (Lage)      | 1      | Siedlung Bronzezeit, Siedlung slawisches Mittelalter                                         | 40235              |           |      |
| Falkenberg (Lage)      | 1      | Gräberfeld Eisenzeit, Einzelfund Neolithikum                                                 | 60069              |           |      |
| Falkenberg (Lage)      | 11     | Burgwall slawisches Mittelalter, Siedlung slawisches Mittelalter, Burg deutsches Mittelalter | 60070              |           |      |
| Falkenberg (Lage)      | 8, 10  | Dorfkern deutsches Mittelalter, Dorfkern Neuzeit, Siedlung Urgeschichte                      | 60071              |           |      |
| Falkenberg (Lage)      | 8      | Siedlung Urgeschichte                                                                        | 60072              |           |      |
| Falkenberg (Lage)      | 9      | Siedlung Urgeschichte                                                                        | 60074              |           |      |
| Falkenberg (Lage)      | 10, 11 | Siedlung Urgeschichte                                                                        | 60075              |           |      |
| Falkenberg (Lage)      | 12     | Siedlung slawisches Mittelalter, Siedlung Urgeschichte                                       | 60076              |           |      |
| Falkenberg (Lage)      | 11, 12 | Dorfkern deutsches Mittelalter, Dorfkern Neuzeit                                             | 60077              |           |      |
| Falkenberg (Lage)      | 11     | Siedlung Urgeschichte                                                                        | 60078              |           |      |
| Falkenberg (Lage)      | 11     | Siedlung Urgeschichte                                                                        | 60081              |           |      |
| Falkenberg (Lage)      | 11     | Siedlung Urgeschichte                                                                        | 60085              |           |      |
| Dannenberg/Mark (Lage) | 5      | Warte deutsches Mittelalter                                                                  | 60066              |           |      |
| Dannenberg/Mark (Lage) | 2      | Dorfkern deutsches Mittelalter, Dorfkern Neuzeit                                             | 60067              |           |      |
| Dannenberg/Mark (Lage) | 6      | Siedlung Neuzeit                                                                             | 60068              |           |      |
| Kruge (Lage)           | 1      | Dorfkern deutsches Mittelalter, Dorfkern Neuzeit                                             | 60100              |           |      |
| Gersdorf (Lage)        | 1      | Siedlung Neolithikum                                                                         | 60101              |           |      |
| Gersdorf (Lage)        | 1      | Siedlung deutsches Mittelalter, Siedlung Neuzeit                                             | 60102              |           |      |
| Gersdorf (Lage)        | 1      | Siedlung Urgeschichte                                                                        | 60103              |           |      |
| Gersdorf (Lage)        | 1      | Dorfkern deutsches Mittelalter, Dorfkern Neuzeit                                             | 60104              |           |      |